# Grindstugans naturreservat
Grindstugan är ett naturreservat i Ronneby kommun i Blekinge län.
Området är naturskyddat sedan 1981 och är 22 hektar stort. Det är beläget sydost om Johannishus och består av ett varierat kulturlandskap med ekpräglade hagmarker.

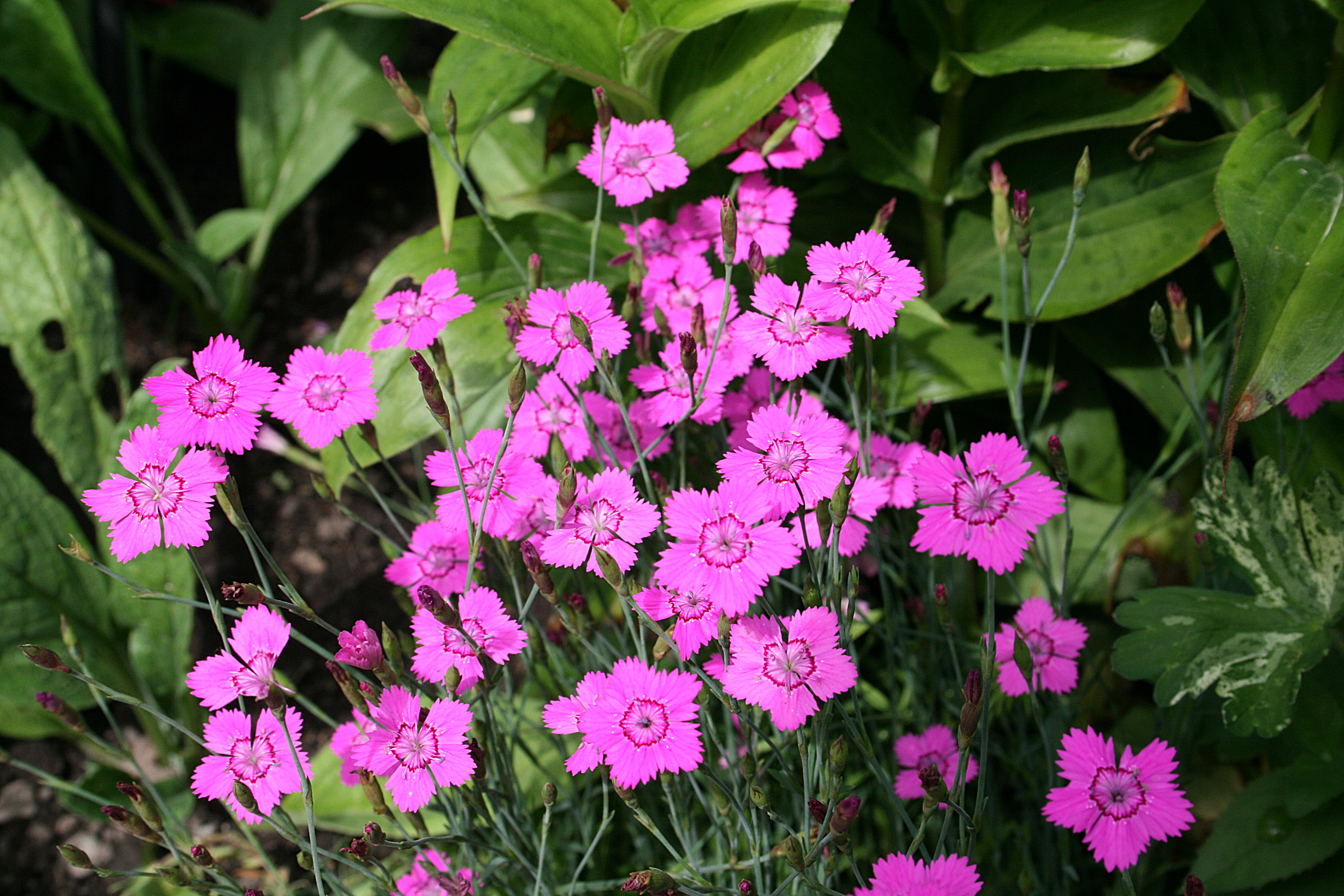
Backnejlika

I det öppna och lätt kuperade landskapet växer ett stort antal gamla ekar. Jätteträden är växtplats för ett stort antal lavar, mossor och svampar. Dessutom lever många sällsynta insekter i ekarna. Både läderbagge och ekoxe har setts i reservatet. I trädens håligheter trivs många fåglar.
Området hyser en rik flora med bland annat backnejlika, blåsuga, kattfot, solvända, backsippa och mandelblomma. Reservatet betas av nötkreatur för att bevara växtligheten och kulturmiljön.
Inom området ligger en stensättning från järnåldern, Hjortsberga 86:1.
Naturreservatet ingår i EU:s ekologiska nätverk, Natura 2000.